# Stanisław Gładysz
Stanisław Gładysz  (ur. 22 marca 1920 we Piotrowie, zm. 10 grudnia 2001 we Wrocławiu. ) – polski matematyk.

## Życiorys
Studia ukończył w 1948 na Uniwersytecie Jagiellońskim. Rozprawę doktorską  Random ergodic theorem, its generalizations, and applications, której promotorem był Edward Marczewski,obronił w 1956 r. Na Politechnice Wrocławskiej pracował w latach 1949-1985 i 1986-1991. Od 1967 r. profesor w Katedrze Matematyki, a od 1968 r. na Wydziale Podstawowych Problemów Techniki Politechniki Wrocławskiej. Stopień doktora habilitowanego uzyskał 1968 roku na podstawie rozprawy Plany sekwencyjne i zmienne losowe. Przewód habilitacyjny przeprowadził na Wydziale Matematyki, Fizyki i Chemii Uniwersytetu Wrocławskiego
W latach 1974–1981 był dyrektorem Instytutu Matematyki i Fizyki Teoretycznej, a później Instytutu Matematyki.
Specjalizował się w teorii ergodycznej oraz procesach stochastycznych, współpracował z przemysłem, m.in. w zastosowaniu teorii stochastycznych procesów ergodycznych do analizy systemów transportowych kopalń odkrywkowych Był także współinicjatorem powstania Studium Podstawowych Nauk Technicznych, przekształconego później w Wydział Podstawowych Problemów Techniki. Wypromował 9 doktorów.
W 1985 roku przeniósł się do Wyższej Szkoły Pedagogicznej w Opolu, ale rok później wystąpił z koncepcją koordynacji Centralnego Problemu Badań Podstawowych Wykorzystania Metod Matematycznych w Technice w Instytucie Matematyki Politechniki Wrocławskiej, a po jego zakończeniu na Politechnice Wrocławskiej powstało z jego i prof. Aleksandra Werona inicjatywy Centrum Metod Stochastycznych im. Hugona Steinhausa.